# Jean Gutweninger
Jean Gutweninger (* 13. November 1892; † 11. Juli 1979) war ein Schweizer Turner.

## Karriere
Jean Gutweninger nahm an den Olympischen Spielen 1924 in Paris teil. Er startete an allen Geräten und konnte im Pauschenpferd- sowie im Reckwettkampf Silber gewinnen. Mit dem Schweizer Team gewann er im Mannschaftsmehrkampf die Bronzemedaille.